# Joeano
Joeano Pinto Chaves, mais conhecido por Joeano (Fortaleza, 12 de Agosto de 1979), é um ex-futebolista brasileiro que atuava como atacante.

## Carreira
Já jogou na Associação Académica de Coimbra, por mais que uma vez, a última na primeira liga (bwinLiga) portuguesa (na época 2007-2008), por empréstimo do Beitar Jerusalém.	
Em Janeiro de 2009 assinou pelo Vitória Futebol Clube, e no final da época transferiu-se para o Ermis Aradippou, do campeonato cipriota.
Na época 2011/12 transferiu-se para o FC Arouca e em 2012/13 ajudou a sua equipa a subir à Primeira Liga, sendo o melhor marcador do campeonato.